# NGC 3768
NGC 3768 ist eine linsenförmige Galaxie vom Hubble-Typ S0 im Sternbild Löwe nördlich der Ekliptik. Sie ist schätzungsweise 153 Millionen Lichtjahre von der Milchstraße entfernt und hat einen Durchmesser von etwa 75.000 Lj.
Im selben Himmelsareal befinden sich u. a. die Galaxien NGC 3764, NGC 3790, NGC 3801, NGC 3803.
Das Objekt wurde am 14. März 1784 vom deutsch-britischen Astronomen Wilhelm Herschel entdeckt.